# San Clemente (Croazia)
San Clemente (in croato: Sveti Klement), chiamata isola Grande fino al XV secolo, è la maggiore delle isole Spalmadori, un piccolo arcipelago della Croazia composto da 16 isole (più alcuni isolotti e scogli) situato a sud-ovest dell'isola di Lesina, da cui le divide il canale Spalmadori. Le isole si trovano all'ingresso del porto di Lesina. Dal punto di vista amministrativo appartiene al comune di Lesina, nella regione spalatino-dalmata.

## Geografia
San Clemente ha una lunghezza, da punta Rasagna (Bibića ražanj) a punta Perna (rt Perna/Klin), di circa 6 km; una superficie di 5,28 km²; uno sviluppo costiero di 29,89 km; un'altezza massima di 93,8 m, costituita dal Col Grande (Vela glava) che si trova a nord-ovest. L'isola ha una forma molto frastagliata con numerose baie (in croato uvala o bok) divise da altrettante punte e promontori (rt o rat) sia sul lato settentrionale che su quello meridionale e sono qui elencate in senso orario a partire da ovest:
- valle Pallilo[6] (uvala St. Palilo)
- Marginji rat
- valle Zaglav[6] (Vela e Mala Zaglav)
- punta Mocigusicca[11] (rt Močiguzica)
- valle Carnieni[6] (Čarnjeni bok)
- punta Carnieni[6] (rt Čarnjene)
- valle Monaca[6] (Mala e Vela Coludrica)
- valle Ulacca[6] o Vlasco[12] (uvala Vlaka)
- Petrov bok
- mala Duboka uvala
- valle Fonda[6] (Velica Duboka uvala)
- Planikov bok
- rt Baba
- porto Spalmadore[4][12][13] (luka Palmižana)
- punta Spalmadore[12] o Ismetiste[6] (rt Izmetište)
- punta Perna[9] (rt Perna/Klin)
- valle Perna[6] (uvala Perna/Klin)
- punta Rasani[14] (Ražanj)
- valle Vinogradischie[6][15], Vinogradisce[5] o Vinegradiscie[12] (Vinogradišče)
- valle Stani Vecchi[6] (uvala Stari stani: Donj e Gornj bok)
- punta Tarse[16] (rt Taršće)
- valle Tarse[17] o Torse[5] (uvala Taršće)
- punta della Guardia[6] (rt Stražica)
- uvala Prevojice
- porto San Clemente[5][6][18] o Saline[5] (luka Soline)
- punta Kovac[6] (rt Kovač)
- valle Maledetta[6][13] (Pakleni bok)
- Vodeni rat
- valle Ocoria[6] (uvala Okorija)
- valle Fredda[6][19] (Studeni bok)
- punta Rasagna[8] o Rasagn[12] (Bibića ražanj)

Sull'isola ci sono tre villaggi: Palmesana (Palmižana), San Clemente (Vlaka) e Bebici (Momića polje), che non hanno una popolazione permanente, ma stagionale, nel periodo estivo. Palmesana, nella parte sud-est dell'isola, si affaccia sulla baia Vinogradischie, rivolta a sud, mentre sul lato opposto, rivolto a nord, c'è porto Spalmadore, dove si trova una marina gestita dall'ACI (Adriatic Croatia International Club); il villaggio di San Clemente si trova al centro dell'isola in un punto dove la sua larghezza si riduce a soli 260 m formando la valle Ulacca a settentrione e porto San Clemente a sud; Bebici infine è nella parte occidentale, a sud-est del Col Grande.

### Isole adiacenti
A ovest, a poca distanza dalla costa si trova l'isoletta Borovaz di Maestro, piccola, di forma allungata (ha una lunghezza di circa 350 m); adiacenti alla costa settentrionale ci sono l'isoletta Ulacca e lo scoglio Baba, che si trova di fronte alla baia turistica del porto di Palmesana; a nord-est della baia di Palmesana e di capo Ismetiste (Izmetište), la piccola Goizza; a est l'isola Borovaz di Scirocco; sul lato sud dell'isola si trovano Isolabuona, le isolette Stambedar e Planchetta.

### Cartografia
- (HR) Mappa topografica della Croazia 1:25000, su preglednik.arkod.hr. URL consultato il 14 gennaio 2017.